# Cacopsylla mali
Espèce
Cacopsylla mali (la psylle du pommier) est une espèce d'insectes hémiptères de la famille des Psyllidae, d'origine européenne.
Cet insecte suceur parasite les pommiers, les larves se nourrissant sur les jeunes feuilles et les bourgeons et excrétant un miellat qui provoque la formation de fumagine.

## Synonymes
Selon Catalogue of Life :
- Chermes mali Schmidberger, 1836
- Psylla claripennis Meyer-Dür, 1871
- Psylla mali Schmidberger, 1836
- Psylla rubida Meyer-Dür, 1871
- Psylla viridis Hartig, 1841

## Distribution
L'aire de répartition de Cacopsylla mali comprend l'Europe ainsi que la Turquie, le Japon et le Canada.